# Touraco concolore
Corythaixoides concolor
Espèce
Statut de conservation UICN

 LC  : Préoccupation mineure
Le Touraco concolore (Corythaixoides concolor,  syn.: Crinifer concolor) est une espèce d'oiseaux de la famille des Musophagidae.

## Description
Cet oiseau possède un plumage entièrement gris.

## Galerie

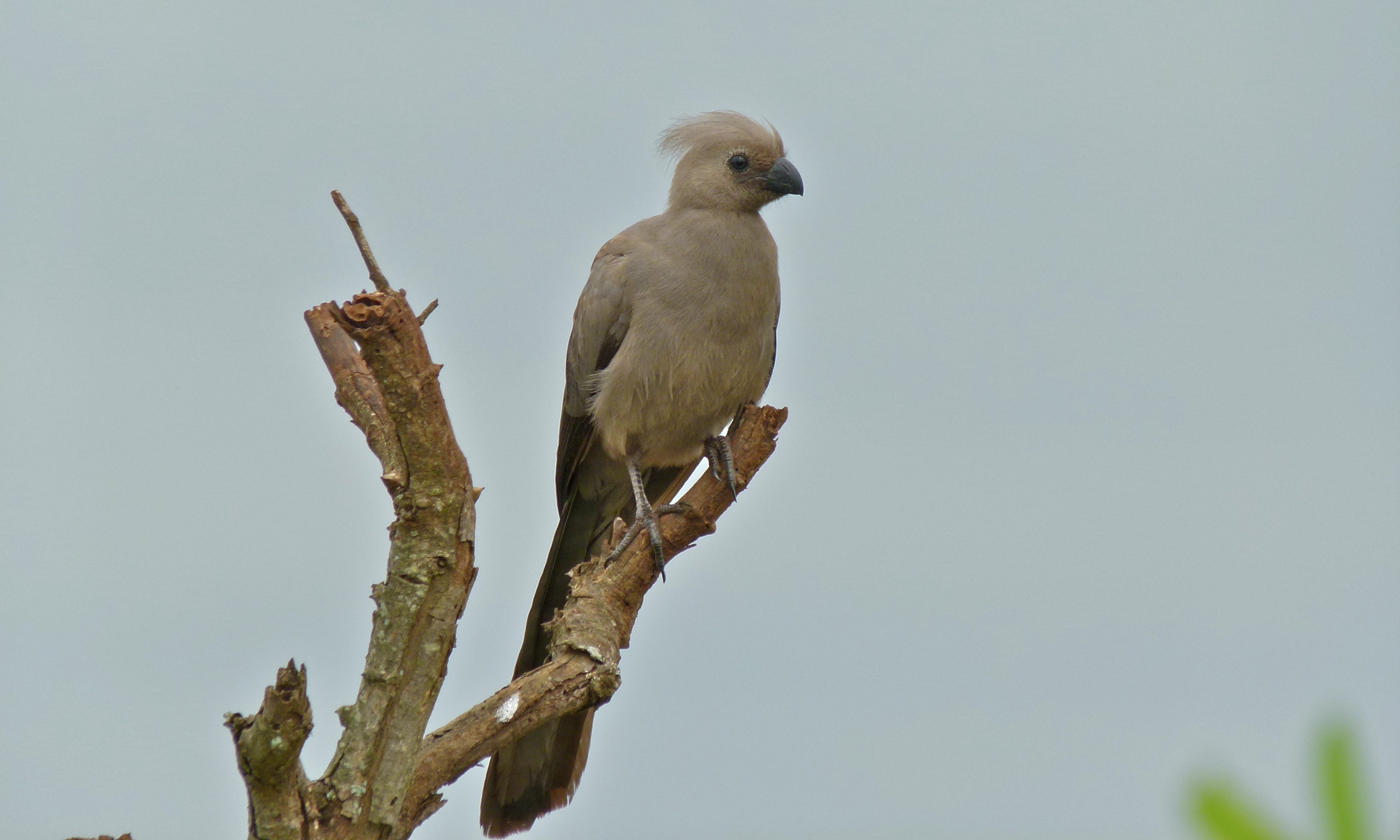
Touraco concolore (Corythaixoides concolor) (Parc national Kruger, Afrique du Sud)
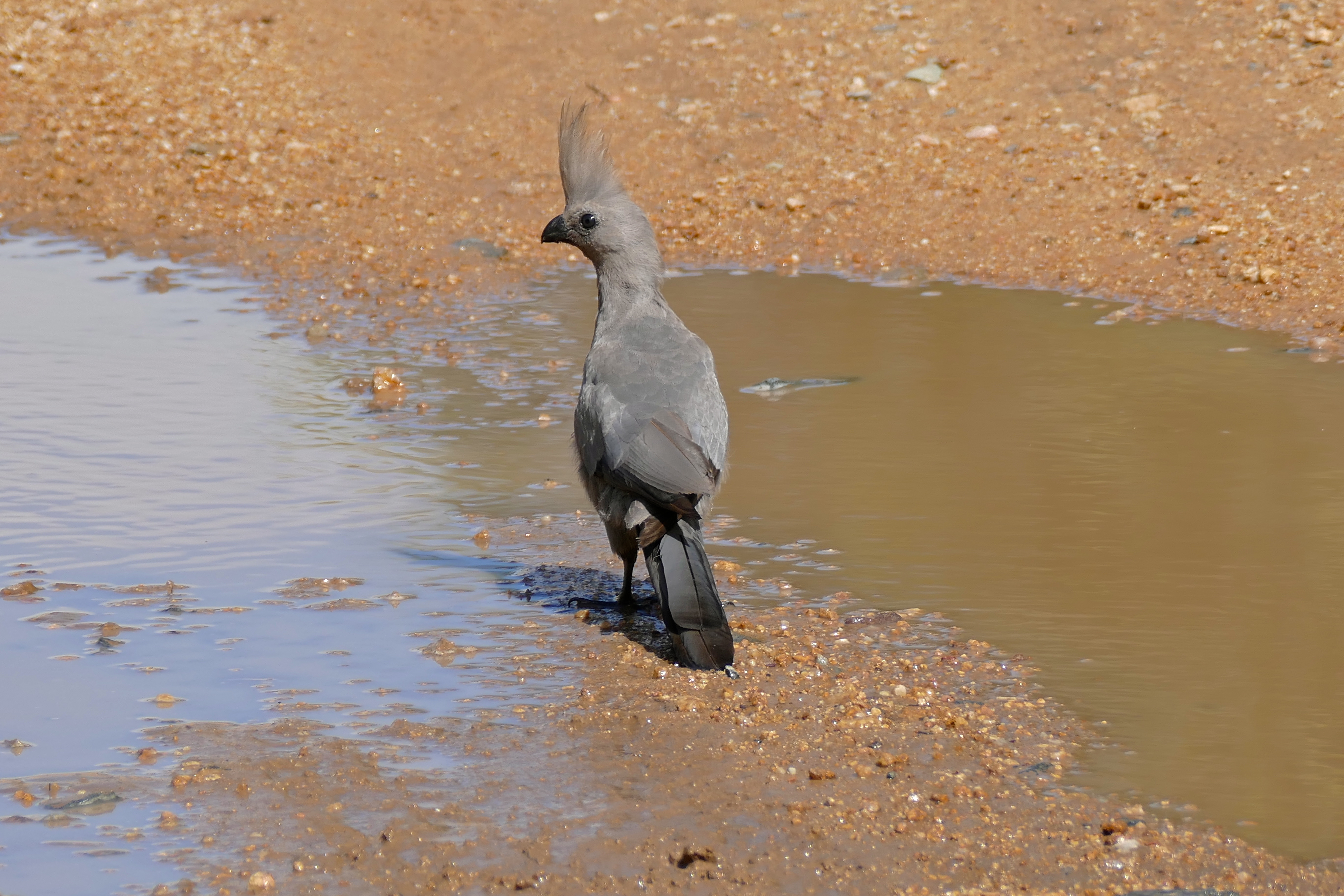
Touraco concolore (Corythaixoides concolor) vu de dos (Parc national Kruger, Afrique du Sud)
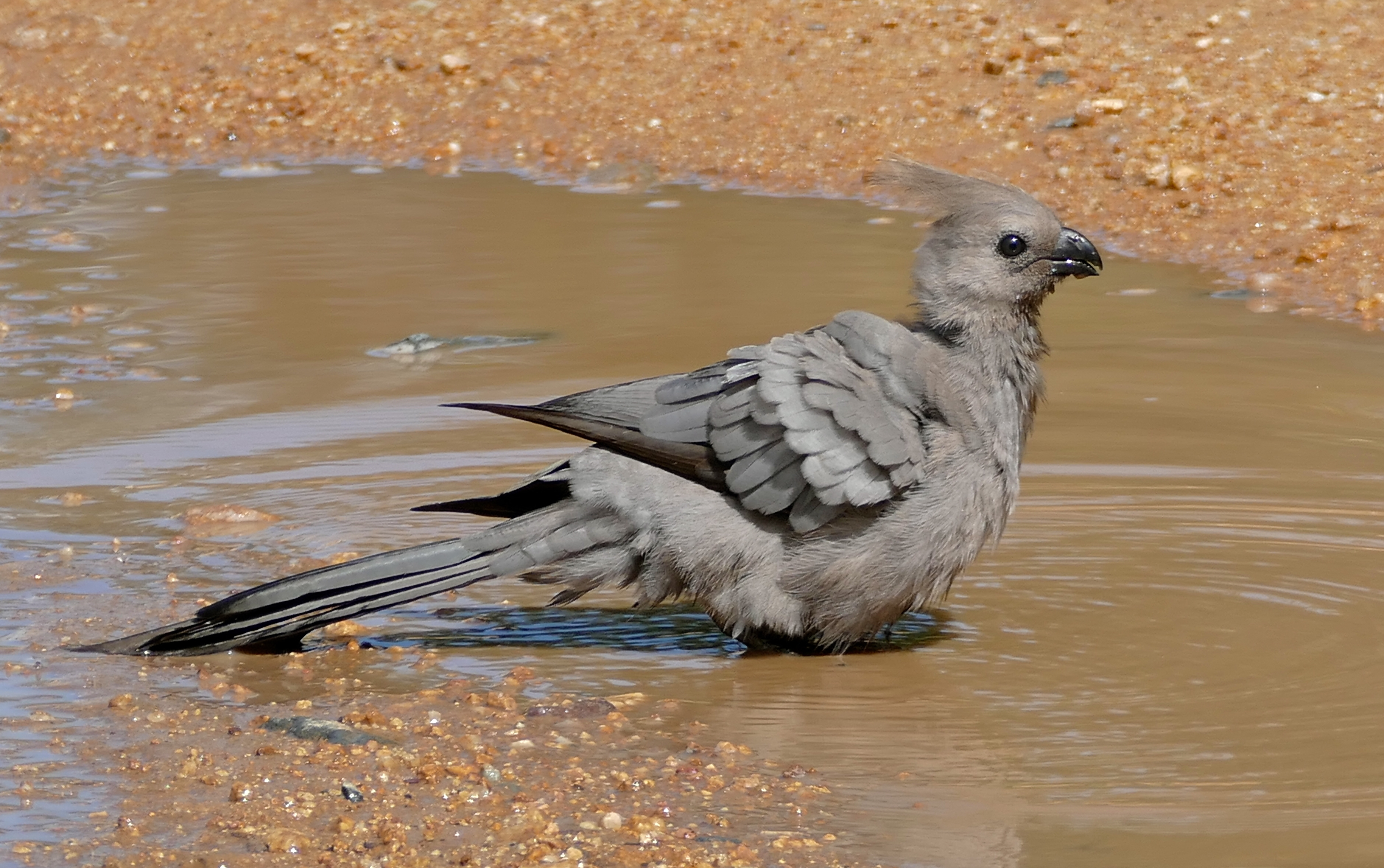
Touraco concolore (Corythaixoides concolor) se rafraîchissant (Parc national Kruger, Afrique du Sud)

## Taxinomie
D'après la classification de référence (version 5.2, 2015) du Congrès ornithologique international, cette espèce est constituée des quatre sous-espèces suivantes (ordre phylogénique) :
- C. c. molybdophanes,
- C. c. pallidiceps,
- C. c. bechuanae,
- C. c. concolor.